# Thomas Trautmann
Pour les articles homonymes, voir Trautmann.
Pas d'image ? Cliquez ici

a Compétitions nationales et continentales officielles uniquement.

Dernière mise à jour le 6 septembre 2018.
Thomas Trautmann, né le 16 juillet 1985 à Vienne, est un joueur de rugby à XV évoluant au poste de demi d'ouverture ou de centre (1,85 m pour 85 kg). Il est le fils de Patrick Trautmann, International B

## Clubs successifs
- CS Vienne jusqu'en 2003
- CS Bourgoin-Jallieu de 2003 à 2006
- FC Grenoble de 2006 à 2009
- Pays d'Aix RC de 2009 à 2011
- CS Vienne de 2011 à 2013
- CS Bourgoin-Jallieu de 2013 à 2014
- CS Vienne depuis 2014

## Palmarès
- Champion de France Reichel (CSBJ) 2006, face à Narbonne.
- Champion de France Universitaire 2008 face à Clermont.
- International Fédérale 2012, 2013(Écosse)
- Champion de France Fédérale 2 (CS Vienne) 2012